# Strickland Roger
Strickland Roger est une paroisse civile de Cumbria, située dans le nord-ouest de l'Angleterre.